# Arne (Bjørnson)
Arne (norwegisch Arne) ist eine Erzählung des  norwegischen Nobelpreisträgers für Literatur Bjørnstjerne Bjørnson aus dem Jahr 1859. Ein Jahr darauf erschien Otto Lübberts Übersetzung ins Deutsche. Die Übertragung von Edmund Lobedanz kam 1865 auf den deutschsprachigen Buchmarkt. Übersetzungen ins Englische (Anderson 1881), Französische (1883), Isländische (Þorsteinn Vilhjálmur Gíslason 1897), Schwedische (1946) und Spanische (1959) folgten.
Der Bauernhofbesitzer Arne Nilsson Kampen, ein Dichter und Liedermacher mit einer schönen Singstimme, führt die junge Eli Baardsdatter Bøen, Alleinerbin des Nachbarhofes, heim.

## Inhalt
Birgit Bøen und Margit Kampen gehören zu den stattlichsten ledigen Bauerntöchtern im Dorf, dem Ort der Handlung. Birgit hat sich den Schneider-Nils als künftigen Ehemann in den Kopf gesetzt. Birgits Mutter ist dagegen. Der Schneider-Nils spielt auf dem Tanzboden die Fiedel und ist als Trinker verrufen. Nils verschmäht Birgit und macht Margit ein Kind. Margit bringt Arne zur Welt. Ans Heiraten denkt der Fiedler nicht und behält seinen lockeren Lebenswandel bei. Als Arne sechs Jahre alt ist, schubst Nils auf dem Tanzboden Birgit mit ihrem Tanzpartner Baard – wie aus Versehen, doch absichtlich – so heftig, dass das Tanzpaar stürzt. Baard steht auf und schlägt Nils mit einem einzigen Hieb nieder. Der Fiedler fällt so unglücklich, dass er sich das Rückgrat bricht. Man trägt den zum Krüppel geschlagenen Nils hinauf zum Kätnerhof Kampen, dem letzten Anwesen kurz vorm mächtig brausenden Wasserfall. Margit päppelt den Vater ihres Kindes über den Winter auf, doch die Verkrüppelung bleibt. Im Frühjahr heiraten Nils’ Eltern.
Nils trinkt und schlägt seine Ehefrau im Suff. Margit steckt die Prügel schweigend ein. Mit zunehmendem Alter wendet sich Arne immer mehr von der Mutter ab und dem Vater zu, denn zu Hause ist es langweilig, aber in der Schänke bringt der Vater seinem Jungen Spottlieder und andere Unarten bei. Einmal lässt sich der 14-jährige Arne daheim vom Vater überreden, den Gesang der Mutter nachzuahmen. Als der Junge bemerkt, die Mutter hat mitgehört, möchte er vor Scham in den Boden versinken und hasst fortan den Vater. Als Nils seine Frau würgt, will der mit den Jahren kräftig gewordene Arne einschreiten, kommt jedoch nicht dazu. Der Vater stirbt während der Auseinandersetzung nach einem Herzinfarkt. Die Mutter setzt den Sohn unter Druck. Sie habe den Vater all die Jahre nur Arnes wegen ertragen und er dürfe sie nie verlassen. Mit diesem mütterlichen Statement beginnt eine langandauernde Entfremdung zwischen Mutter und Sohn. Arne zieht es zwar in die weite Welt hinaus, aber er bleibt auf dem Kätnerhof Kampen; kümmert sich um die Landwirtschaft und baut den bäuerlichen Betrieb aus. Die Mutter leistet ihren Beitrag zu dieser permanenten Sesshaftigkeit; unterschlägt vier Briefe. Diese hatte Arnes Freund Kristian aus Übersee abgeschickt. Kristian war dort als Goldgräber reich geworden.
Neben seiner Arbeit als Landwirt macht der inzwischen 20-jährige Arne Lieder. Als Erwachsener mag er Märchen, Sagen und Heldenlieder sehr. Eine ganze Reihe der Liedtexte sind in die Erzählung eingearbeitet. Arne kapselt sich ab – auch, weil die im Dorf meinen, er sei nach dem Vater geraten.
Arne wirft ein Auge auf die schlanke Eli Bøen, die ledige Nachbarstochter mit dem feinen Gesicht. Weil er um das einzige Kind des Ehepaares Baard und Birgit Bøen werben möchte, erlernt er insgeheim das Tanzen. Als Eli erkrankt, betet Arne für ihre Gesundung. Baard spricht mit Arne über jene ganz oben erwähnte tätliche Auseinandersetzung auf dem Tanzboden. Diese liegt zwanzig Jahre zurück. In seiner Ehe mit Birgit Bøen habe Baard noch keinen „wirklich frohen Tag“ gehabt. Arne besucht Eli am Krankenbett. Eli möchte von dem Besucher das Liedermachen erlernen. Anfangen wollte Eli mit einem Lied über ihre Mutter Birgit, die Arnes Vater Nils „so innig geliebt“ habe. Arne und Eli kommen sich bei einem Gespräch über das Liedermachen zwar näher, doch nicht so nahe, wie das Arnes Mutter gerne hätte. Also hilft die alte Frau nach. Als schließlich Eli und Arne heiraten, vertragen sich bei der Gelegenheit auch gleich Elis Eltern. Es scheint, als kämen für Baard endlich die frohen Tage.

## Deutschsprachige Ausgaben
- Arne. Übersetzerin: Mathilde Mann. Insel-Bücherei Nr. 48, Insel-Verlag, Leipzig 1913
- Arne. Erzählung. Deutsch von H. Denhardt. Reclam, Leipzig 1948 (RUB 1747/48)[5]

### Verwendete Ausgabe
- Arne. Illustrationen von Ilse Raddatz-Unterstein[6]. Aus dem Norwegischen übersetzt von A. O. Schwede 147 Seiten. Hinstorff Verlag Rostock 1984 (1. Aufl. 1980)

## Anmerkung
1. ↑  
Im Zusammenhang mit dem Ort der Handlung, also dem norwegischen Bauerndorf, wird einmal der nahegelegene Königsweg Kongevejen (verwendete Ausgabe, S. 108, 3. Z.v.u.) genannt. Dieser führt von Valdres nach Lærdal.